# 미니멀리즘: 오늘도 비우는 사람들
《미니얼리즘 - 오늘도 비우는 사람들》(영어: The Minimalists: Less Is Now)은 미국에서 제작된 맷 디아벨라 감독의 2021년 다큐멘터리 영화이다.

## 출연

### 주연
- 리안 니코데무스 - 본인 역
- 조슈아 필즈 밀번 - 본인 역

### 조연
- 데이브 램지 - 엑스퍼트 인터뷰 역
- 드나예 바라호나 - 엑스퍼트 인터뷰 역
- T.K. 콜만 - 엑스퍼트 인터뷰 역